# Oude Binnenweg 57 Rotterdam
Het pand aan de Oude Binnenweg 57 is een bedrijfsgebouw met woningen in Rotterdam Centrum. Het gebouw is tussen 1951 en 1953 gebouwd en is een van de weinige naoorlogse gebouwen die in traditionele trant zijn gebouwd tijdens de Rotterdamse wederopbouw.

## Geschiedenis
Na het bombardement van Rotterdam op 14 mei 1940 werd het oude centrum grotendeels verwoest, en moest er een nieuwe binnenstad worden ontworpen voor de wederopbouw van de stad. Al vier dagen na het bombardement kreeg W.G. Witteveen de opdracht om dit mogelijk te maken. Het eerste wederopbouwplan van Witteveen bestond, in tegenstelling tot het latere Basisplan van zijn opvolger en assistent Cornelis van Traa, grotendeels uit herbouw in traditionalistische trant. Deze herbouw moest pandsgewijs plaatsvinden en bestond uit bakstenen gevels, ramen met roedeverdeling, decoratieve elementen en schuine kappen. Hij nodigde tijdens de Tweede Wereldoorlog veel verschillende architecten uit om allerlei panden in de straten te ontwerpen van een stad die uiteindelijk nooit werd opgeleverd.
Hoewel Witteveen al in 1944 vervangen werd door van Traa en daardoor de wederopbouwprioriteit van traditionalistische herbouw naar experimentele, functionalistische nieuwbouw was verschoven, werden er in de periode 1941-1954 meerdere gebouwen in de traditionalistische stijl opgeleverd. Een paar van deze gebouwen zijn de Rotterdamsche Bank aan de Coolsingel, de zogenoemde 'bankburchten' van de Twentsche Bank, Nederlandsche Handelsmaatschappij en Amsterdamsche Bank aan de Blaak, het PTT-kantoor aan de Botersloot en een woningblok aan de Pannekoekstraat. Dit pand aan de Oude Binnenweg met winkel en woningen is ook een voorbeeld van zo'n bouwwerk. Het gebouw is een ontwerp van de Nederlandse architect A.J.M. Buijs, en is een van de vier woon- en winkelcomplexen die in de jaren 50 in traditionalistische stijl bij de Oude Binnenweg is gebouwd. De reden hiervoor was dat dit gebouw de vooroorlogse straat zou complementeren. In 1951 begonnen de werkzaamheden toen de eerste betonpaal in de grond is geslagen. Begin oktober 1953 is het gebouw opgeleverd en op 1 oktober is de winkel in de middag geopend. De werkzaamheden zijn uitgevoerd door de firma L. de Koning in opdracht van schoenenzaak P. Cools en Zoon.

## Vormgeving
Het gebouw is ontworpen in de traditionalistische stijl en valt op in de straat omdat het een van de weinige huizen is die pandsgewijs tot stand is gekomen, vergeleken met het gros van de naoorlogse wederopbouwarchitectuur die met deze traditie brak. Het gebouw is opgezet als individueel pand, bestaande uit een winkel op de begaande grond met daarboven ruimte voor drie verdiepingen. Elke verdieping dient als een woning. Onder de begane grond is tevens een kelder te vinden. Het pand wordt afgesloten door een plat dak, gemaakt van gemaakt van mastiek en grind. De winkelpui is asymmetrisch en is opgebouwd uit Beiers graniet met bronskleurige aluminium kozijnen, maar deze zijn inmiddels onherkenbaar geworden vanwege schilderwerk aan het pand, waardoor het gebouw nu een lichtblauwe kleur heeft. Rechts in de portiek is de ingang voor de woningen boven de winkel als het ware verstopt achter een etalagekast. De fundering, kelder en vloeren van de begane grond en eerste verdieping zijn gemaakt van gewapend beton;  overige vloeren zijn gemaakt van hout en stalen kolommen. De verdiepingsgevel is opgebouwd uit beton of kunststeen dat nu niet langer zichtbaar is vanwege de blauwe verflaag. Verder zijn de cordonlijst en het lijstwerk gemaakt van zandsteen. De gevel is verdeeld in drie traveeën die worden gemarkeerd door omlijstingen van Beiers graniet. Elke travee bevat drie vensters die boven elkaar zijn geplaatst, en worden van elkaar gescheiden door borstweringspanelen. De ramen hebben een stalen opmaak van elk twee rijen, omlijst door Beiers graniet. De gevel wordt afgesloten door een geprofileerde lijst. De oorspronkelijke materialen zijn niet langer herkenbaar vanwege het huidige schilderwerk waardoor de gevel en winkelpui er momenteel anders uitzien.